# Coppa Asti

riproduzione grafica di una Coppa Asti

La coppa Asti è un tipo di bicchiere utilizzato per servire spumanti aromatici oppure spumanti dolci.
In passato era usata per servire anche spumanti secchi, perlopiù bianchi. Al giorno d'oggi è riservata, oltre all'utilizzo canonico, pure per servire dei cocktail, soprattutto negli Stati Uniti.
Prende il nome dall'omonimo e famoso vino piemontese: l'Asti spumante.

## Caratteristiche
Il bicchiere è caratterizzato da una coppa bassa e larga e da un gambo filiforme. La sua capacità è simile a quella di un Flûte (dagli 8 ai 12 cl).